# Pakotitanops latidentatus
Pakotitanops latidentatus — вимерлий вид непарнокопитних ссавців родини Бронтотерієві (Brontotheriidae). Скам'янілі рештки виду були виявлені у еоценових відкладеннях формації Кулдана у Пакистані. Вид описаний по рештках 5 зубів. Через фрагментарність та малу кількість знахідок важко визначити родинні стосунки з іншими видами бронтотерієвих.